# Юхнін Віктор Михайлович
Юхні́н Ві́ктор Миха́йлович (*23 грудня 1923, місто Сарапул — †27 січня 1989, місто Сарапул) — учасник Другої світової війни, Герой Радянського Союзу (22 лютого 1944 року).
У Другій світовій війні з вересня 1942 року, служив на Північно-Кавказькому, Степовому та Третьому Українському фронтах. Звільняв Північний Кавказ, місто Новоросійськ, Лівобережну Україну.
Командуючи відділенням 310-го гвардійського стрілецького полку 110-ї гвардійської дивізії 37-ї армії гвардії, сержант Юхнін відзначився при форсування Дніпра в районі села Куцеволівка Кіровоградської області. 29 вересня 1943 року у складі штурмової групи висадився на протилежний берег, укріпився за захопленому плацдармі, замінив вибулого зі строю командира взводу при відбитті декількох контратак противника.
У червні 1944 року був направлений на навчання. Закінчив військове автомобільне училище у 1946 році. До 1958 року служив в армії, після чого пішов у запас у чині майора. Повернувся в рідне місто, де працював в ЕГЗ.
Нагороджений орденами Леніна та Вітчизняної війни I ступеня, декількома медалями.